# Jean-Claude Justice
Jean-Claude Georges Justice (* 30. November 1949 in Dijon; † 13. März 1999 ebenda) war ein französischer Autorennfahrer.

## Karriere im Motorsport
Jean-Claude Justice war in den 1970er- und 1980er-Jahren als Sportwagenpilot aktiv. Er ging bei Rennen zur Sportwagen-Weltmeisterschaft an den Start und bestritt fünfmal das 24-Stunden-Rennen von Le Mans. Sein Debüt gab er 1976; seine einzige Zielankunft erreichte er 1985 mit dem 18. Endrang.

## Statistik

### Le-Mans-Ergebnisse
| Jahr | Team                    | Fahrzeug     | Teamkollege    | Teamkollege          | Platzierung | Ausfallgrund         |
| ---- | ----------------------- | ------------ | -------------- | -------------------- | ----------- | -------------------- |
| 1976 | A.S.P.M. – Tanday Music | BMW 3.5 CSL  | Jean Bélin     |                      | Ausfall     | Zylinderkopfdichtung |
| 1985 | Bussi Racing            | Rondeau M382 | Patrick Oudet  | Bruno Sotty          | Rang 18     |                      |
| 1986 | Vetir Racing            | Rondeau M382 | Patrick Oudet  |                      | Ausfall     | kein Öldruck         |
| 1987 | Vetir Racing Team       | Tiga GC85    | Patrick Oudet  | Bruno Sotty          | Ausfall     | Motorschaden         |
| 1989 | Porto Kaleo Team        | Tiga GC289   | Noël del Bello | Jean-Claude Ferrarin | Ausfall     | Motorschaden         |